# (1303) Luthera
(1303) Luthera es un asteroide que forma parte del cinturón exterior de asteroides y fue descubierto el 16 de marzo de 1928 por Friedrich Karl Arnold Schwassmann desde el observatorio de Hamburgo-Bergedorf, Alemania.

## Designación y nombre
Luthera recibió inicialmente la designación de 1928 FP.
Más tarde, se nombró en honor del astrónomo alemán Karl Theodor Robert Luther (1822-1900).

## Características orbitales
Luthera está situado a una distancia media de 3,227 ua del Sol, pudiendo acercarse hasta 2,888 ua. Su inclinación orbital es 19,5° y la excentricidad 0,1052. Emplea en completar una órbita alrededor del Sol 2117 días.